# Repco
Repco je australska tvrtka koja je osnovana 1922. u Melbourneu. 
Repco je skraćenica od Replacement Parts Company. Tvrtka, koja danas broji oko 4 000 zaposlenika, bavi se proizvodnjom dijelova automobila, kao i automobilskih motora.

## Povijest tvrtke
Tvrtka je osnovana 1922., a sredinom 20-ih otvara prve trgovine zamjenskih automobilskih dijelova. Godine 1932. otvara prvu podružnicu u Hamiltonu u Victoriji, te počinje s oglašavanjem tvrtke. Pet godina kasnije, Repco Ltd. postaje javno poduzeće, a u 1950.-ima raste proizvodnja automobilske industrije. Godine 1959., Repco kupuje niz distributera dijelova u NSW-u i Queenslandu, a godinu kasnije seli u Južnu Australiju i Sjeverni teritorij.

## Vanjske poveznice
- Repco - službena stranica  Arhivirana inačica izvorne stranice od 4. prosinca 2017. (Wayback Machine)